# Ideonella sakaiensis
Ideonella sakaiensis ist ein Bakterium aus der Ordnung Burkholderiales, wobei die Gattung Ideonella nach aktueller Systematik (Stand 2019) keiner Familie zugeordnet ist. Ideonella sakaiensis ist in der Lage, den Kunststoff Polyethylenterephthalat (Kurzzeichen PET) vollständig zu verstoffwechseln.

## Merkmale
Es handelt sich um gramnegative, strikt aerobe Bakterien, d. h., sie benötigen Sauerstoff zum Wachsen. Ideonella sakaiensis ist Katalase-positiv und Oxidase-positiv. Endosporen werden nicht gebildet, die Zellen sind stäbchenförmig und zur aktiven Bewegung fähig (motil) durch eine polare Begeißelung. Die zur Kultivierung geeigneten Temperaturen liegen im Bereich von 15–42 °C (optimal 30–37 °C), somit zählt das Bakterium zu den mesophilen Organismen. Beim Wachstum werden leicht saure pH-Werte bis pH 5,5 bzw. leicht alkalische pH-Werte bis pH 9,0 toleriert, optimal wächst es bei pH 7,0–7,5.

## Stoffwechsel
Um seinen Energiebedarf zu decken, spaltet das Bakterium den Kunststoff im ersten Schritt durch das Enzym PETase zu Mono(2-hydroxyethyl)terephthalsäure und im zweiten Schritt durch das Enzym MHETase in die Monomere des Kunststoffes, Ethylenglycol und Terephthalsäure. Diese können vom Bakterium zur Energiegewinnung eingesetzt werden. Stoffwechselendprodukte sind Wasser und Kohlenstoffdioxid.
Das Bakterium wurde von Forschern unter der Leitung von Shosuke Yoshida von der Technischen Universität Kyōto im Jahr 2016 entdeckt. Die Forscher hatten im Abfall einer PET-Recyclinganlage in der japanischen Hafenstadt Sakai 250 halbverrottete PET-Flaschen eingesammelt und gezielt auf Mikroorganismen untersucht, die das Plastik als Nährstoffquelle nutzen konnten.
2020 berichteten Forscher die Verbesserung der Aktivität der zwei Enzyme des Bakteriums für eine deutlich schnellere Zersetzung von PET mittels Gentechnik, sowie von PEF, was für etwa  das Recycling
von Kunststoff relevant sein könnte.
Da PET als potentielle Nährstoffquelle in größeren Mengen erst etwa ab den 1950er Jahren produziert wurde, liegt nahe, dass die Bakterienart die Fähigkeit zur PET-Verstoffwechselung erst innerhalb der letzten Jahrzehnte erworben hat. Es wird vermutet, dass sich das Enzym aus Polyester-spaltenden Enzymen, die beispielsweise bei pflanzenverdauenden Mikroorganismen vorkommen, evolutionär entwickelt hat.